# NGC 6418
NGC 6418 (również PGC 60610) – galaktyka spiralna z poprzeczką (SBab), znajdująca się w gwiazdozbiorze Smoka. Odkrył ją Edward D. Swift 4 maja 1885 roku. Należy do galaktyk Seyferta.